# دوري أبطال أوروبا لكرة اليد 2012–13
دوري أبطال أوروبا لكرة اليد 2012–13 هو الموسم 53 من  دوري أبطال أوروبا لكرة اليد. أشرف على تنظيمه الاتحاد الأوروبي لكرة اليد، وكان عدد الأندية المشاركة فيه  37، وفاز فيه Handball Sport Verein Hamburg ‏.